# Гончар Лідія Іванівна
Гончар Лідія Іванівна (нар. 19 квітня 1963, Чернігів, Україна)  – одна з найкращих майстрів лозоплетіння України, членкиня  Національної спілки майстрів народного мистецтва України (2006).

## Освіта
1980 року закінчила ПТУ № 6 (Чернігів) за спеціальністю «плетільник лозових меблів».
1987 року – Остерський фаховий коледж будівництва та дизайну, Чернігівська область.
1980-1981 – почала працювати на  Чернігівській фабриці лозових виробів.
1981-1995 – інженер виробничо-технічного відділу, Чернігівська будівельно-монтажна організація «Промбуд № 2».
З 1999 року – керівник студії «Лозоплетіння» у Центрі народних ремесл для дітей та юнацтва при Чернігівському навчально-методичному центрі культури і мистецтв та студії «Плетіння (художні вироби з лози, соломки, рогози)» у  Чернігівському обласному центрі народної творчості.

## Творчий шлях
Постійна учасниця міських, обласних, всеукраїнських мистецьких виставок, фестивалів і симпозіумів.
2007, квітень-травень  -  І всеукраїнський симпозіум з лозоплетіння.
2010, липень – ІІ всеукраїнський симпозіум з лозоплетіння.
2016 року – призерка (ІІ місце) ХХV Міжнародного фестивалю майстрів «Слов'янський базар» (Вітебськ, Білорусь)
2018, листопад – семінар-виставка для майстрів з лозоплетіння, соломки та рогози «Українська народна казка».
2023, листопад – персональна виставка виробів «Магія лози» у межах проєкту «Етніка» (Чернігівський обласний історичний музей імені Василя Тарновського).
2024, серпень – участь у всеукраїнському культурному проєкті «На Спас до Спаса Чернігівського».

## Напрацювання
Матеріал для робіт: лоза, якій притаманні міцність, гнучкість і стійкість до різних погодних умов. Росте на піщаних берегах Десни.
Вироби для виставок: «Корабель», «Лебідь», «Янгол» (усі – 2018), кошик «Порося» (2019), підставка для квітів «Велосипед», «Корабель» (обидва – 2020), «Церква» (2000), кошик для білизни «Сова» (2021), цукерниця «Жолудь» (2022), народні іграшки з лози (2023), кошик для плетіння «Сова» (2024).
Композиції з лозових меблів, вишукані панно, квіти, ажурні кошики, вази, парасолі, капелюхи, іграшки як різновиди матеріальної культури фольклору вирізняються унікальною формою та орнаментом, створюють характерний стиль, притаманний Чернігівщині.